# Chiesa dei Santi Gavino, Proto e Gianuario (Muros)
La chiesa dei Santi Gavino, Proto e Gianuario è un edificio religioso situato a Muros, centro abitato della Sardegna nord-occidentale. Consacrata al culto cattolico è sede dell'omonima parrocchia e fa parte dell'arcidiocesi di Sassari.

La chiesa, edificata in forme rustiche nella seconda metà del XVII secolo (secondo una lapide murata nella cappella di San Giovanni Battista) fu una delle ultime in Sardegna ad essere dedicata ai martiri turritani Gavino, Proto e Gianuario.

L'edificio presenta pianta absidata a croce greca ed è affiancato da un campanile cuspidato innalzato solo nel 1904.

## Storia
La data di fondazione della chiesa non è documentata, tuttavia la lapide posta nella cappella di San Giovanni Battista, consente di datare l'edificio a fundamentis del tempio (tranne l'altare), alla seconda metà del Seicento, per volere di Don Francesco Martinez. La collocazione urbanistica, decentrata rispetto al nucleo insediativo e lo stemma turritano presente nella volta della sacrestia, inducono ad ipotizzare una primitiva funzione di oratorio privato o semipubblico, di proprietà della nobile famiglia Martinez di Montemuros che da prima baroni furono elevati al rango di marchesi sotto i Savoia. Gli scavi archeologici effettuati nella sacrestia hanno riportato alla luce una vasta area cimiteriale riconducibile ai secoli XI-XVI. L'attuale planimetria è il risultato di successive annessioni ad un impianto originale a croce greca che doveva comprendente presbiterio e abside.

## Gli interni
L'interno è sobrio, caratterizzato da volte a botte, tranne il presbiterio, coperto con volta a crociera dotata di peducci antropomorfi e gemma pendula in chiave raffigurante la Vergine orante. Il catino che copre l'esedra absidale è intagliato a conchiglia e presenta all'apice un motivo a sei foglie. Nella cappella di San Giovanni si conserva il simulacro ligneo del Seicento e nella cappella dell'Immacolata è stata traslata la piccola statua della Madonna del Buoncammino, in origine collocata nella nicchia in facciata. La stessa cappella ospita la pala d'altare e tre piccole statue dedicate ai Santi Patroni. Nella tela, attribuita ad artista locale della fine del XVII secolo, sono raffigurati in basso i tre Martiri Turritani: a destra Gianuario, al centro San Gavino a cavallo tiene in mano lo stendardo del Giudicato di Torres, e a sinistra Proto. In alto la Madonna col Bambino e a destra San Giuseppe e San Giovanni tra gli angeli. Nell’estate del 2024, a seguito di lavori di messa in sicurezza e sostituzione della pavimentazione, nella navata centrale, sono emerse le fondamenta dell’antico tempio di origine seicentesca, numerose tombe alla cappuccina, monili e diversi resti di scheletri umani, sui quali sono in corso esami antropologici. Lo spazio era infatti adibito ad antica area cimiteriale che, prima dell’ampliamento della chiesa, circondava il tempio. 

## L'esterno
L'esterno dell'edificio è sobrio come gli interni, una lapide ricorda la costruzione della torre campanaria, voluta nel 1904 dai coniugi Marianna Usai e Antonio Giuseppe Tolu. Sul piccolo sagrato, in origine dotato di una scalinata ottagona, si affaccia una casa di pertinenza religiosa il cui affitto, nell'Ottocento era devoluto al culto della Vergine del Buoncammino. Oltre l'abside, si sviluppa la nuova zona di "Su Corrale" con un anfiteatro aperto su parte dei terreni appartenuti un tempo alla parrocchia.